# Taarof
Il ta'arof (in persiano تعارف‎) è un complesso di norme non scritte che, nella cultura iraniana, regola i rapporti fra persone. Si tratta di codici fatti di azioni ed espressioni formulari adatte a ogni occasione, una vera e propria ritualità che copre molti aspetti del vivere quotidiano.

## Caratteristiche
Il livello di formalità e di adesione a queste regole è molto alto tra sconosciuti e nei rapporti di affari, mentre è più basso o inesistente nei rapporti di amicizia più stretta.
Conoscere il taarof aiuta i non iraniani a capire alcuni comportamenti che altrimenti potrebbero sembrare piuttosto bizzarri, aiuta inoltre a essere meglio accettati e considerati sia nei rapporti di affari che in situazioni di vita quotidiana.
In generale tutti gli iraniani in patria e all’estero sono molto ospitali ed orgogliosi della loro cultura. Che essi siano musulmani più o meno osservanti o di altre confessioni religiose, tra iraniani sarebbe impensabile non attenersi ai dettami del taarof. Verso gli stranieri c’è tolleranza, ma uno straniero che dovesse praticarlo sarebbe molto apprezzato e maggiormente benvenuto.
Fare taarof nei confronti di un ospite significa dedicargli ogni attenzione possibile e offrirgli tutto quanto si possa offrire. Questo accade a tavola, così come in altre occasioni, talvolta offrendo anche beni preziosi di cui non ci si vuole realmente privare. Il taarof ha un valore altamente simbolico. Dal canto suo, l'ospite sa di essere tenuto a rifiutare ogni offerta, questo per almeno tre volte, finché la sincera insistenza del proprio interlocutore non porti a cedere.
Lo stesso accade nei negozi, nei bazar e per le strade, quando commercianti e taxisti, al momento di essere pagati, sembrano non accettare il denaro. Questi non sono veri rifiuti, ma ta'arof, a cui è necessario rispondere insistendo finché il compenso non sia accettato.

## Casistica
Esempi pratici di taarof:
- Porte: non si può entrare da una porta se prima non si sono invitati gli altri a passare per primi. La prassi vuole che si inviti a passare un’altra persona, che a sua volta ricambierà l’invito. Non si potrà varcare la soglia prima del terzo scambio di inviti. All’ospite è concessa la precedenza, ma attenendosi alla prassi di invitare almeno tre volte egli rende onore all’ospitalità. In terreno neutro si tende a dare la precedenza alla persona più anziana o autorevole. La regola si applica anche entrando e uscendo dall’ascensore e in generale varcando qualsiasi soglia quando si è in compagnia di altre persone.

- Conversazione: prima di entrare nell’argomento di cui si vuole discutere le parti si scambiano saluti, complimenti e augurii molto articolati arrivando facilmente a chiedere della salute di genitori, nonni, figli e nipoti.

- Essere ospiti: in qualunque orario del giorno agli ospiti viene offerto del the e un piattino con frutta, frutta secca o anche dolci. Anche in questo caso l’ospite è tenuto a rifiutare le vivande offerte per accettarle solamente dopo che la persona che ospita abbia insistito.